# موختار بباييف
موختار بحادور أوغلو بباييف (بالأذرية: Muxtar Babayev) هو رجل دولة و وزير البيئة والثروات الطبيعية جمهورية أذربيجان (منذ 23 أبريل، عام 2018).

## حياته و وظائفه
بدأ موختار بباييف دراسته في مدرسة بباكو، و تخرج منها في عام 1984. وتخرج من كلية فلسفة لجامعة موسكو الحكومية و كذلك من جامعة أذربيجان الحكومية للاقتصاد.
أدى خدمته العسكرية بين 1986-1988.
- بدأ نشاطه العمل في لجنة الدولة للتخطيط والاقتصاد لجمهورية أذربيجان في 1991.
- في 1992-1994 كان موختار بباييف نائب الرئيس و الرئيس في الإدارة لوزارة العلاقات الاقتصادية الخارجية.
- في 1994-2003 عمل رئيس القسم و نائب الرئيس في إدارة العلاقات الاقتصادية الخارجية لسوكار.
- بين 2007-2010 عمل موختار بباييف نائب الرئيس على القضايا البيئية لشركة النفط الحكومية لجمهورية أذربيجان سوكار.
- منذ 23 أبريل، عام 2018 موختار بباييف هو وزير البيئة والثروات الطبيعية لجمهورية أذربيجان.

## الجوائز
- وسام شهرة (أذربيجان) - 07 نوفمبر عام 2007